# Cirratulus
Cirratulus är ett släkte av ringmaskar som beskrevs av de Lamarck 1801. Cirratulus ingår i familjen Cirratulidae.

## Bildgalleri

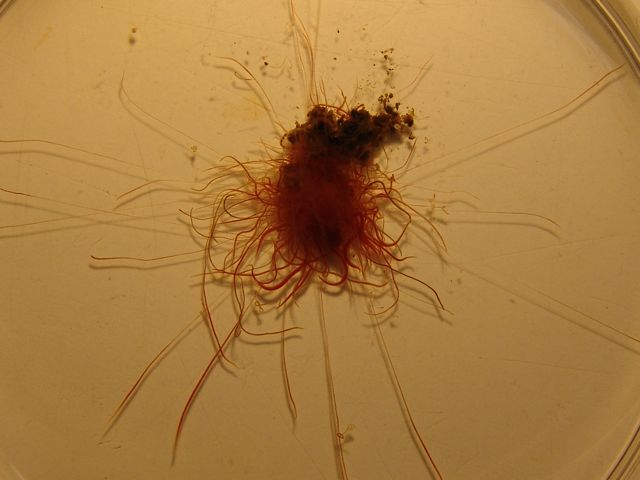

## Dottertaxa tillCirratulus, i alfabetisk ordning[1][2]
- Cirratulus abranchiatus
- Cirratulus abyssorum
- Cirratulus africanus
- Cirratulus annamensis
- Cirratulus assimilis
- Cirratulus australis
- Cirratulus blainvillei
- Cirratulus borealis
- Cirratulus branchioculatus
- Cirratulus caudatus
- Cirratulus cingulatus
- Cirratulus cirratus
- Cirratulus concinnus
- Cirratulus dillonensis
- Cirratulus elongatus
- Cirratulus exuberans
- Cirratulus flavescens
- Cirratulus fuscescens
- Cirratulus fuscus
- Cirratulus gilchristi
- Cirratulus glandularis
- Cirratulus grandis
- Cirratulus hedgpethi
- Cirratulus incertus
- Cirratulus indicus
- Cirratulus longicephalus
- Cirratulus medusa
- Cirratulus megalus
- Cirratulus miniatus
- Cirratulus multioculatus
- Cirratulus nuchalis
- Cirratulus obscurus
- Cirratulus pallidus
- Cirratulus parafiliformis
- Cirratulus parvus
- Cirratulus patagonicus
- Cirratulus polytrichus
- Cirratulus revillagigedoensis
- Cirratulus robustus
- Cirratulus serratus
- Cirratulus sinincolens
- Cirratulus spectabilis
- Cirratulus tentaculata
- Cirratulus tenuisetis
- Cirratulus tumbesiensis
- Cirratulus wladislavi
- Cirratulus zebuensis